# Canadian County
Canadian County är ett administrativt område i delstaten Oklahoma, USA, med 115 541 invånare. Den administrativa huvudorten (county seat) är El Reno.

## Geografi
Enligt United States Census Bureau har countyt en total area på 2 344 km². 2 330 km² av den arean är land och 14 km² är vatten.

### Angränsande countyn
- Kingfisher County - nord
- Oklahoma County - öst
- Cleveland County - sydost
- Grady County - syd
- Caddo County - sydväst
- Blaine County - nordväst

### Orter
- Calumet
- El Reno (huvudort)
- Geary (delvis i Blaine County)
- Mustang
- Okarche (delvis i Kingfisher County)
- Oklahoma City (delvis i Cleveland County, Oklahoma County och Pottawatomie County)
- Piedmont (delvis i Kingfisher County)
- Union City
- Yukon